# Fermeture transitive
Ne pas confondre avec la clôture transitive d'un ensemble.
La fermeture transitive est une opération mathématique pouvant être appliquée sur des relations binaires sur un ensemble, autrement dit sur des graphes orientés.

## Relation binaire
La clôture transitive, ou fermeture transitive Rtrans d'une relation binaire,, R sur un ensemble X est la relation
ce qui peut également se traduire ainsi :
Si on nomme la relation "il existe un chemin de taille n entre a et b" {\displaystyle P_{n}(a,b):\Leftrightarrow \exists (c_{0},\ldots ,c_{n})\in X^{n+1}\quad c_{0}=a,c_{n}=b{\text{ et }}c_{0}Rc_{1},c_{1}Rc_{2},\ldots ,c_{n-1}Rc_{n}}
On définit
{\displaystyle aR^{\rm {trans}}b:\Leftrightarrow \exists n\in \mathbb {N} ^{*}\quad P_{n}(a,b).}
C'est la plus petite relation transitive sur X contenant R.
On définit de même la clôture réflexive transitive Rréfl-trans de R comme la relation
ce qui peut également se traduire ainsi :
{\displaystyle aR^{\text{réfl-trans}}b:\Leftrightarrow \exists n\in \mathbb {N} \quad P_{n}(a,b)\Leftrightarrow (aR^{\rm {trans}}b{\text{ ou }}a=b).}
C'est donc la clôture réflexive de Rtrans, mais aussi la clôture transitive de Rréfl. C'est la plus petite relation réflexive et transitive sur X contenant R.
Par exemple sur l'ensemble Z des entiers relatifs, la clôture transitive de la relation strictement acyclique R définie par x R y ⇔ y = x + 1 est l'ordre strict usuel <, et la clôture réflexive transitive de R est l'ordre usuel ≤.

## Théorie des graphes

La fermeture transitive C(G) du graphe G est construite par ajout d'arcs au graphe G.

Un graphe orienté G = (V, A) est une relation binaire A sur l'ensemble V de ses sommets. Sa clôture transitive, ou fermeture transitive est le graphe C(G) = (V, Atrans). Les arcs de C(G) sont donc les couples de sommets entre lesquels il existe un chemin dans G.
Ceci s'exprime également ainsi :
{\displaystyle \forall (a,b)\in V^{2}\quad a\to b{\text{ dans }}C(G)\Leftrightarrow \exists n\in \mathbb {N} ^{*}~\exists (c_{0},\ldots ,c_{n})\in V^{n+1}\quad c_{0}=a,c_{n}=b{\text{ et }}c_{0}\to c_{1}\to \ldots \to c_{n-1}\to c_{n}{\text{ dans }}G.}
La fermeture transitive peut se calculer au moyen de matrice binaire. On privilégie souvent la notation B = {1, 0}. Quand on programme des algorithmes utilisant ces matrices, la notation {VRAI, FAUX} peut coexister avec la notation {1, 0} car de nombreux langages acceptent ce polymorphisme.